# Progressive Liberal Party

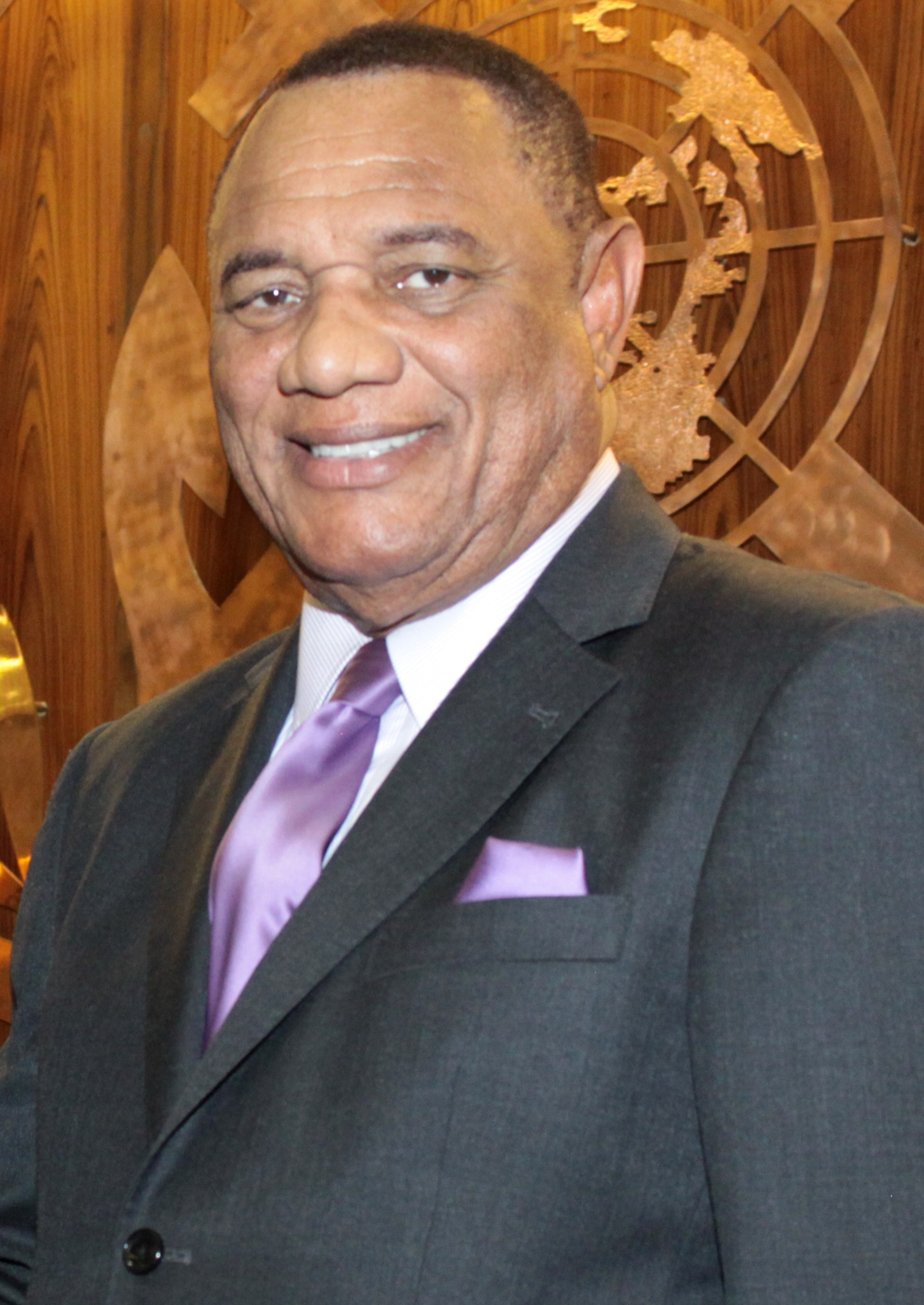
PLP-Vorsitzender Perry Christie (2013)

Die Progressive Liberal Party (PLP) ist eine sozial-liberale Partei auf den Bahamas.

## Politische Ausrichtung und Parteigeschichte
Die PLP ist eine populistische und sozialliberale Partei, die dem linken politischen Spektrum zuzuordnen ist. Vorsitzender der Partei ist Perry Christie, der zwischen 2002 und 2007 sowie erneut zwischen 2012 und 2017 Premierminister der Bahamas war. 
Die PLP wurde 1953 von William Cartwright, Cyril Stevenson und Henry Milton Taylor gegründet und war damit die erste nationale politische Partei der Bahamas. Sie stellte vom 16. Januar 1967 bis zum 21. August 1992, vom 3. Mai 2002 bis zum 4. Mai 2007 sowie erneut vom 8. Mai 2012 bis zum 11. Mai 2017 die Regierung. Die Partei wurde 1967 von Lynden O. Pindling geführt, der daraufhin Premierminister wurde. Nach dem Sieg verstaatlichte die PLP-Regierung einige Privatunternehmen aufgrund ihrer sozialistischen Ausrichtung. Nachdem die PLP die Wahlen zum Versammlungshaus (House of Assembly) gewonnen hatte, wurde Perry Christie am 3. Mai 2002 erstmals Premierminister, ehe die PLP bei den Wahlen von der rivalisierenden Free National Movement (FNM) geschlagen wurde, die 23 der 41 Sitze gewann. Daraufhin wurde der FNM-Vorsitzende Hubert Ingraham, der bereits 1992 Lynden O. Pindling abgelöst hatte, zum zweiten Mal Premierminister. Nach der Niederlage und dem Austritt eines ihrer Abgeordneten aus der Partei, stellte die PLP nur noch 17 der 41 Abgeordneten.
Bei den Wahlen vom 7. Mai 2012 gewann die PLP eine deutliche Mehrheit bei einem landesweiten Wahlsieg und erhielt 29 in dem auf 38 Sitze verkleinerten House of Assembly, so dass Christie am 8. Mai 2012 abermals als Premierminister vereidigt wurde. Bei den letzten Wahlen vom 10. Mai 2017 erlitt die PLP jedoch eine empfindliche Niederlage und kam nur noch auf 59.253 Stimmen (36,94 Prozent) und verlor 25 ihrer 29 Sitze, so dass sie nur noch mit vier Abgeordneten im Versammlungshaus vertreten ist. Neuer Premierminister wurde daraufhin am 11. Mai 2017 Hubert Minnis von der FNM.

## Parteivorsitzende
- 1953–1963:  Henry Milton Taylor
- 1963–1997:  Lynden O. Pindling
- 1997–heute: Perry Christie